# Lindsay Grant
Lindsay Grant (ur. 1 listopada 1964), polityk Saint Kitts i Nevis, lider Ruchu Akcji Ludowej (PAM) i lider opozycji.

## Życiorys
Lindsay Grant jest absolwentem prawa University of West Indies oraz Norman Manley Law School. Następnie odbywał studia prawnicze na Harvard University w USA. Po ukończeniu studiów pracował w kancelarii prawnej. 
W czasach młodości Grant odnosił sukcesy w sporcie. W wieku 14 lat reprezentował Saint Kitts i Nevis w Mistrzostwach Karaibów w Tenisie Stołowym. Później był aktywistą sportowym. W latach 1996–1998 był przewodniczącym Stowarzyszenia Futbolowego St. Thomas Trinity, a następnie od 1998 do 2000 przewodniczącym Stowarzyszenia Krykieta Saint Kitts. 
Grant stoi na czele Ruchu Akcji Ludowej (PAM, People's Action Movement), konserwatywnej partii Saint Kitts i Nevis. Od 1995 pozostaje także liderem opozycji. Lindsay Grant jest żonaty, ma dwoje dzieci.